# Gagrella satarana
Gagrella satarana is een hooiwagen uit de familie Sclerosomatidae.